# Championnat de Belgique de football 1929-1930
Navigation
Saison précédente Saison suivante
Le championnat de Belgique de football 1929-1930 est la 30e saison du championnat de première division belge. Son nom officiel est « Division d'Honneur » ou « Ere Afdeling ».
La compétition donne lieu à un coude à coude entre l'Antwerp, champion en titre et le Cercle Sportif Brugeois, qui dispute sa 26e saison consécutive parmi l'élite, établissant ainsi un nouveau record. Finalement, les Brugeois conservent un point d'avance et fêtent leur troisième titre de champion de Belgique. Ce qu'ils ignorent encore, c'est que c'est également leur dernier à ce jour.
Les deux promus, le Sporting Club Anderlechtois et le Royal Football Club Brugeois assurent facilement leur maintien en décrochant respectivement la cinquième et la sixième place. Les deux positions de relégables sont occupées par le Racing Club de Bruxelles et le Racing Club de Gand.

## Clubs participants
Quatorze clubs prennent part à la compétition, autant que lors de l'édition précédente. Ceux dont le matricule est mis en gras existent toujours aujourd'hui.
| #  | Nom                                     | Mat. | Ville      | Stades               | En D1 depuis (série) | Total en D1 | Saison précédente |
| -- | --------------------------------------- | ---- | ---------- | -------------------- | -------------------- | ----------- | ----------------- |
| 1  | Sporting Club Anderlechtois             | 35   | Anderlecht | Stade Émile Versé    | 1929-1930 (1re)      | 6e          | Division 1 : 2e   |
| 2  | Royal Antwerp Football Club             | 1    | Anvers     | Bosuilstadion        | 1901-1902 (24e)      | 29e         | 1er               |
| 3  | Royal Beerschot Athletic Club           | 13   | Anvers     | Kiel                 | 1907-1908 (18e)      | 24e         | 2e                |
| 4  | Berchem Sport                           | 28   | Berchem    | Het Rooi             | 1922-1923 (8e)       | 8e          | 7e                |
| 5  | Royal Cercle Sportif Brugeois           | 12   | Bruges     | Stade du CS Brugeois | 1899-1900 (26e)      | 26e         | 4e                |
| 6  | Royal Football Club Brugeois            | 3    | Bruges     | De Klokke            | 1929-1930 (1re)      | 27e         | Division 1 : 1er  |
| 7  | Daring Club de Bruxelles Société Royale | 2    | Molenbeek  | Stade du Daring      | 1903-1904 (22e)      | 22e         | 9e                |
| 8  | Royal Racing Club de Bruxelles          | 6    | Uccle      | Vivier d'Oie         | 1926-1927 (4e)       | 29e         | 8e                |
| 9  | Royal Racing Club de Gand               | 11   | Gand       | Emmanuel Hielstadion | 1923-1924 (7e)       | 16e         | 5e                |
| 10 | Royal Standard Club Liège               | 16   | Sclessin   | Stade de Sclessin    | 1921-1922 (9e)       | 14e         | 12e               |
| 11 | Liersche Sportkring                     | 30   | Lierre     | Lispersteenweg       | 1927-1928 (3e)       | 3e          | 11e               |
| 12 | Royal Football Club Malinois            | 25   | Malines    | Achter de Kazerne    | 1928-1929 (2e)       | 5e          | 6e                |
| 13 | Racing Club de Malines                  | 24   | Malines    | Antwerpsesteenweg    | 1925-1926 (5e)       | 12e         | 3e                |
| 14 | Union Saint-Gilloise Société Royale     | 10   | Forest     | Stade du Parc Duden  | 1901-1902 (24e)      | 24e         | 10e               |

### Localisations
| Anvers Liersche SK RC Gand RC Malines FC Malinois Bruxelles CS Brugeois FC Brugeois Standard |

#### Localisation des clubs bruxellois
les 4 cercles bruxellois sont :
(5) Daring CB SR
(6) SC Anderlechtois
(7) Union SG SR
 (10) R. Racing CB

#### Localisation des clubs anversois
les 3 cercles anversois sont :
(1) Royal Antwerp Football Club
(2) Beerschot AC
(3) Berchem Sport

## Déroulement de la saison

### L'Antwerp démarre en trombe
L'Antwerp, champion en titre, entame la saison pied au plancher par sept victoires de rang et dix rencontres sans défaites. Au soir de la dixième journée de championnat, le 3 novembre 1929, le club anversois compte 19 points sur 20 et a déjà quatre unités d'avance sur son plus proche poursuivant, le Racing de Malines. Sèchement battu 2-6 par son rival du Beerschot la semaine suivante, le « Great Old » reprend sa marche en avant et possède une avance de cinq points sur le Beerschot et sept sur le Cercle brugeois après 17 journées. Les autres équipes sont déjà loin.

### L'Antwerp marque le pas, ses poursuivants se rapprochent
Le mois de janvier 1930 est difficile pour l'Antwerp qui ne prend qu'un point en trois rencontres. Son avance se réduit à deux points sur le Beerschot, trois sur le Cercle et quatre sur le Racing Malines, bien revenu au classement, après vingt journées. Les « Kielmen » connaissent à leur tour un passage à vide, enchaînant un partage et trois défaites consécutives, les écartant de la course au titre. Entretemps, lors de la 22e journée disputée le 16 février 1930, le Cercle de Bruges va s'imposer à l'Antwerp et revient à un point de son hôte. Le titre va se jouer entre ces deux équipes.

### Le Cercle champion sur le fil
Lors de la 24e journée, les brugeois réalisent une contre-performance en ne parvenant pas à faire mieux qu'un partage à domicile contre le Racing de Bruxelles, à la lutte pour le maintien, alors que les anversois écartent l'Union. On croit le titre dans les mains de l'Antwerp mais la semaine suivante, il est à son tour accroché par le Racing CB et voit son avance de nouveau réduite à un point avant de disputer la dernière journée de championnat. Lors de celle-ci, le Cercle de Bruges écarte facilement le Liersche et doit attendre durant plusieurs minutes le résultat de son adversaire. La victoire surprise du Standard de Liège sur le terrain de l'Antwerp offre le troisième titre de son histoire au Cercle, qui termine donc avec un point d'avance sur le club anversois.

### Lutte pour le maintien
En début de saison, les places de relégables sont occupées par le Racing de Gand et le FC Malinois, tout juste devancés par le SC Anderlechtois. Le club de la capitale entame une bonne série de résultats à partir de la cinquième journée et s'écarte de la zone dangereuse, où tombent le Liersche, Berchem Sport et le Racing de Bruxelles. À la mi-championnat, le Racing gantois chute à la dernière place qu'il ne quittera plus jusqu'au terme de la saison. Le FC Malinois parvient à quitter l'avant-dernière position au début du mois de décembre et parvient à garder ses distances avec les sièges basculants jusqu'au bout. Cette position peu enviable est d'abord occupée par les lierrois, qui s'en écartent au début de l'année 1930. Berchem Sport se retrouve alors longtemps menacé mais le Racing CB reste à sa portée. Finalement, les anversois rattrapent les bruxellois à trois journées de la fin de la compétition et comptent un point d'avance avant de disputer leur dernière rencontre, tandis que le Racing de Bruxelles a un match en retard à jouer par après, un derby contre Anderlecht. Celui-ci n'aura finalement aucune influence, la défaite du Racing conjuguée à la victoire de Berchem condamnant les premiers cités à la relégation.

## Résultats

### Résultats des rencontres
Avec quatorze clubs engagés, 182 matches sont au programme de la saison.
| Résultats (▼dom., ►ext.)                                   | AND | ANT | BEE | BER | CSB | FCB | DAR | RCB | RCG | LIE | FCM | RCM | STA | USG |
| SC Anderlechtois                                           |     | 0-1 | 0-1 | 1-0 | 1-3 | 2-2 | 2-1 | 3-0 | 4-3 | 5-3 | 2-1 | 0-1 | 0-2 | 3-0 |
| R. Antwerp FC                                              | 3-4 |     | 2-6 | 2-1 | 0-2 | 4-0 | 3-3 | 4-1 | 4-3 | 0-2 | 0-1 | 4-0 | 3-5 | 6-2 |
| R. Beerschot AC                                            | 2-1 | 0-2 |     | 1-3 | 0-0 | 3-1 | 4-4 | 2-0 | 3-1 | 4-2 | 5-1 | 0-0 | 3-2 | 3-1 |
| Berchem Sport                                              | 3-2 | 0-1 | 3-0 |     | 2-3 | 0-1 | 1-3 | 3-1 | 4-1 | 1-2 | 3-1 | 1-0 | 2-1 | 1-2 |
| R. CS Brugeois                                             | 2-0 | 1-4 | 2-1 | 1-0 |     | 1-1 | 2-0 | 1-1 | 1-3 | 4-1 | 1-1 | 1-2 | 3-0 | 7-4 |
| R. FC Brugeois                                             | 1-1 | 2-2 | 0-0 | 1-2 | 1-2 |     | 1-2 | 5-0 | 3-2 | 7-2 | 3-3 | 0-3 | 3-1 | 1-1 |
| Daring CB SR                                               | 3-1 | 0-3 | 5-1 | 3-1 | 3-2 | 1-2 |     | 2-2 | 1-1 | 2-0 | 6-3 | 2-6 | 5-2 | 2-2 |
| R. Racing CB                                               | 3-6 | 0-0 | 1-4 | 3-1 | 0-2 | 2-0 | 1-2 |     | 1-0 | 2-1 | 4-2 | 2-4 | 6-3 | 2-1 |
| R. RC de Gand                                              | 1-2 | 1-4 | 0-2 | 2-2 | 0-2 | 3-6 | 2-1 | 1-0 |     | 1-1 | 1-2 | 0-4 | 0-1 | 4-4 |
| Liersche SK                                                | 2-1 | 2-3 | 2-1 | 6-2 | 2-4 | 3-0 | 2-1 | 0-0 | 3-0 |     | 2-0 | 3-5 | 2-2 | 3-4 |
| FC Malinois                                                | 2-0 | 2-5 | 3-1 | 0-2 | 0-0 | 4-1 | 4-5 | 5-0 | 5-1 | 5-1 |     | 1-2 | 4-1 | 2-4 |
| RC de Malines                                              | 1-4 | 1-2 | 2-1 | 3-1 | 1-2 | 0-3 | 3-2 | 4-0 | 0-0 | 2-0 | 1-0 |     | 1-1 | 0-3 |
| R. Standard CL                                             | 2-4 | 1-4 | 1-0 | 4-0 | 1-2 | 1-3 | 3-1 | 5-1 | 2-0 | 1-2 | 2-1 | 3-2 |     | 4-4 |
| Union St-Gilloise SR                                       | 1-3 | 2-2 | 3-5 | 6-0 | 3-1 | 2-3 | 1-0 | 2-0 | 1-3 | 2-4 | 3-2 | 3-1 | 3-3 |     |
| - Victoire à domicile - Match nul - Victoire à l'extérieur |     |     |     |     |     |     |     |     |     |     |     |     |     |     |

### Évolution du classement journée par journée
Contrairement aux années précédentes, l'hiver est doux et seule une journée de compétition, la 22e, programmée le 9 février, doit être décalée en fin de saison.
| Club/Journée             | 1  | 2  | 3  | 4  | 5  | 6  | 7  | 8  | 9  | 10 | 11 | 12 | 13 | 14 | 15 | 16 | 17 | 18 | 19 | 20 | 21 | 22 | 23 | 24 | 25 | 26 |
| ------------------------ | -- | -- | -- | -- | -- | -- | -- | -- | -- | -- | -- | -- | -- | -- | -- | -- | -- | -- | -- | -- | -- | -- | -- | -- | -- | -- |
| R. CS Brugeois           | 10 | 10 | 8  | 6  | 5  | 5  | 4  | 4  | 2  | 4  | 4  | 3  | 5  | 4  | 3  | 3  | 3  | 3  | 3  | 3  | 3  | 2  | 2  | 2  | 2  | 1  |
| R. Antwerp FC            | 7  | 1  | 1  | 2  | 1  | 1  | 1  | 1  | 1  | 1  | 1  | 1  | 1  | 1  | 1  | 1  | 1  | 1  | 1  | 1  | 1  | 1  | 1  | 1  | 1  | 2  |
| RC de Malines            | 1  | 7  | 5  | 4  | 3  | 3  | 3  | 2  | 3  | 2  | 3  | 4  | 3  | 3  | 4  | 5  | 6  | 5  | 5  | 4  | 4  | 4  | 3  | 3  | 3  | 3  |
| R. Beerschot AC          | 3  | 4  | 2  | 1  | 2  | 2  | 2  | 3  | 4  | 3  | 2  | 2  | 2  | 2  | 2  | 2  | 2  | 2  | 2  | 2  | 2  | 3  | 4  | 4  | 4  | 4  |
| SC Anderlechtois         | 11 | 12 | 12 | 12 | 12 | 9  | 9  | 9  | 9  | 8  | 8  | 8  | 6  | 5  | 6  | 4  | 7  | 8  | 8  | 8  | 8  | 6  | 7  | 8  | 9  | 5  |
| R. FC Brugeois           | 8  | 9  | 11 | 10 | 8  | 8  | 8  | 8  | 7  | 6  | 6  | 5  | 7  | 6  | 7  | 6  | 4  | 6  | 7  | 7  | 6  | 8  | 6  | 7  | 5  | 6  |
| Daring CB SR             | 6  | 5  | 3  | 3  | 4  | 6  | 6  | 5  | 6  | 7  | 7  | 7  | 8  | 8  | 8  | 7  | 8  | 7  | 6  | 6  | 7  | 7  | 8  | 5  | 6  | 7  |
| Union Royale St-Gilloise | 2  | 2  | 6  | 7  | 7  | 7  | 7  | 6  | 5  | 5  | 5  | 6  | 4  | 7  | 5  | 8  | 5  | 4  | 4  | 5  | 5  | 5  | 5  | 6  | 8  | 8  |
| Liersche SK              | 4  | 6  | 7  | 9  | 10 | 11 | 13 | 12 | 13 | 13 | 12 | 12 | 13 | 13 | 13 | 12 | 11 | 12 | 11 | 11 | 10 | 9  | 9  | 9  | 7  | 9  |
| R. Standard CL           | 5  | 3  | 4  | 5  | 6  | 4  | 5  | 7  | 8  | 10 | 9  | 9  | 9  | 9  | 9  | 9  | 9  | 9  | 10 | 9  | 11 | 10 | 10 | 10 | 10 | 10 |
| R. FC Malinois           | 12 | 13 | 13 | 14 | 14 | 14 | 14 | 14 | 14 | 14 | 14 | 13 | 11 | 10 | 10 | 11 | 10 | 10 | 9  | 10 | 9  | 11 | 11 | 11 | 11 | 11 |
| Berchem Sport            | 9  | 11 | 9  | 11 | 11 | 13 | 12 | 13 | 12 | 12 | 11 | 10 | 10 | 11 | 12 | 13 | 13 | 13 | 13 | 13 | 13 | 13 | 12 | 13 | 12 | 12 |
| R. Racing CB             | 14 | 8  | 10 | 8  | 9  | 10 | 11 | 10 | 10 | 9  | 10 | 11 | 12 | 12 | 11 | 10 | 12 | 11 | 12 | 12 | 12 | 12 | 13 | 12 | 13 | 13 |
| R. RC de Gand            | 13 | 14 | 14 | 13 | 13 | 12 | 10 | 11 | 11 | 11 | 13 | 14 | 14 | 14 | 14 | 14 | 14 | 14 | 14 | 14 | 14 | 14 | 14 | 14 | 14 | 14 |

### Classement final
| Rang | Équipe                   | Pts | J  | G  | N | P  | Bp | Bc | Diff |
| ---- | ------------------------ | --- | -- | -- | - | -- | -- | -- | ---- |
| 1    | R. CS BRUGEOIS           | 37  | 26 | 16 | 5 | 5  | 52 | 32 | +20  |
| 2    | R. Antwerp FC T          | 36  | 26 | 16 | 4 | 6  | 68 | 42 | +26  |
| 3    | RC de Malines SR         | 31  | 26 | 14 | 3 | 9  | 49 | 39 | +10  |
| 4    | R. Beerschot AC          | 30  | 26 | 13 | 4 | 9  | 53 | 42 | +11  |
| 5    | SC Anderlechtois         | 28  | 26 | 13 | 2 | 11 | 52 | 44 | +8   |
| 6    | R. FC Brugeois           | 27  | 26 | 10 | 7 | 9  | 51 | 47 | +4   |
| 7    | Daring CB SR             | 27  | 26 | 11 | 5 | 10 | 59 | 55 | +4   |
| 8    | Union Royale St-Gilloise | 26  | 26 | 10 | 6 | 10 | 64 | 65 | -1   |
| 9    | Liersche SK              | 25  | 26 | 11 | 3 | 12 | 53 | 59 | -6   |
| 10   | R. Standard CL           | 24  | 26 | 10 | 4 | 12 | 54 | 59 | -5   |
| 11   | R. FC Malinois           | 21  | 26 | 9  | 3 | 14 | 55 | 56 | -1   |
| 12   | Berchem Sport            | 21  | 26 | 10 | 1 | 15 | 39 | 50 | -11  |
| 13   | R. Racing CB             | 18  | 26 | 7  | 4 | 15 | 33 | 63 | -30  |
| 14   | R. RC de Gand            | 13  | 26 | 4  | 5 | 17 | 34 | 63 | -29  |

Légende
- Champion de Belgique 1930
- Club relégué pour la saison suivante

Abréviations
T : Tenant du titre 1929

 : Club promu depuis la saison précédente

### Meilleur buteur
Pierre De Vidts (Daring CB SR) avec 26 buts. Il est le quinzième joueur belge différent à être sacré meilleur buteur de la  plus haute division belge.

#### Classement des buteurs
Le tableau ci-dessous reprend les 23 meilleurs buteurs du championnat, soit les joueurs ayant inscrit dix buts ou plus durant la saison.
| #   | Pays | Joueur                | Club                        | Buts | Matches joués |
| --- | ---- | --------------------- | --------------------------- | ---- | ------------- |
| 1.  |      | Pierre De Vidts       | Daring CB SR                | 26   | 26            |
| 2.  |      | Guillaume Ulens       | R. Antwerp FC               | 25   | 21            |
| 3.  |      | Raymond Desmedt       | Daring CB SR                | 21   | 26            |
| 4.  |      | Bernard Voorhoof      | Liersche SK                 | 20   | 26            |
| 5.  |      | Michel Vanderbauwhede | R. CS Brugeois              | 18   | 25            |
| 6.  |      | Edmond Moortgat       | RC de Malines SR            | 16   | 21            |
| =.  |      | Charles Carnewal      | Union Royale Saint-Gilloise | 16   | 25            |
| =.  |      | Désiré Bourgeois      | R. FC Malinois              | 16   | 25            |
| =.  |      | Georges Mertens       | Union Royale Saint-Gilloise | 16   | 25            |
| 10. |      | Gérard Delbeke        | R. FC Brugeois              | 15   | 24            |
| 11. |      | Raymond Braine        | R. Beerschot AC             | 14   | 13            |
| =.  |      | Victor Frankignoulle  | Union Royale Saint-Gilloise | 14   | 19            |
| 13. |      | Jean Capelle          | R. Standard CL              | 13   | 12            |
| 14. |      | Jean Van Rinsveld     | SC Anderlechtois            | 12   | 19            |
| =.  |      | Laurent Lequarré      | R. Standard CL              | 12   | 23            |
| =.  |      | André Saeys           | R. CS Brugeois              | 12   | 26            |
| 17. |      | Robert Caenen         | R. FC Brugeois              | 11   | 19            |
| =.  |      | Louis Versyp          | R. FC Brugeois              | 11   | 25            |
| =.  |      | Désiré Bastin         | R. Antwerp FC               | 11   | 26            |
| =.  |      | Ferdinand Adams       | SC Anderlechtois            | 11   | 26            |
| 21. |      | Adolphe Ramburg       | SC Anderlechtois            | 10   | 23            |
| =.  |      | Jacques Moeschal      | R. Racing CB                | 10   | 24            |
| =.  |      | Gustave Van Goethem   | Berchem Sport               | 10   | 26            |

## Récapitulatif de la saison
- Champion : R. CS Brugeois (3e titre)
- Sixième équipe à remporter trois titres
- Quatrième titre pour la province de Flandre-Occidentale.

| Région flamande (9)             | Région flamande (9) | Province de Brabant (4)      | Province de Brabant (4) | Région wallonne (1)    | Région wallonne (1) |
| ------------------------------- | ------------------- | ---------------------------- | ----------------------- | ---------------------- | ------------------- |
| Province d'Anvers               | 6                   | Région de Bruxelles-Capitale | 4                       | Province de Hainaut    | 0                   |
| Province de Flandre-Occidentale | 2                   | Province du Brabant flamand  | 0                       | Province de Liège      | 1                   |
| Province de Flandre-Orientale   | 1                   | Province du Brabant wallon   | 0                       | Province de Luxembourg | 0                   |
| Province de Limbourg            | 0                   |                              |                         | Province de Namur      | 0                   |

1. ↑  Au niveau footballistique, la province de Brabant est toujours unitaire malgré sa partition territoriale en 1995.

### Admission et relégation
Le Royal Racing Club de Bruxelles et le Royal Racing Club de Gand sont relégués après respectivement quatre et sept saisons consécutives au plus haut niveau. Ils sont remplacés la saison prochaine par deux nouveaux venus, le Racing Football Club Montegnée et le Tubantia Football & Athletic Club.

### Jeudi noir
Quelques semaines après le début de cette saison, le jeudi 24 octobre 1929, les cours de la Bourse de New York s'effondrent. Cette date reste gravée dans les mémoires comme le « Black Thursday », le jeudi noir. Le krach boursier qui suit entraîne la ruine de milliers de petits épargnants et actionnaires, provoque la faillite de nombreuses banques et précipite l'économie dans une grave situation de crise. 
La crise économique et sociale qui en découle reste dans l'Histoire comme la Grande Dépression. Dans de très nombreux pays, le chômage atteint des sommets. Dans le monde du football, les grandes épreuves économiques et sociales qui s'annoncent confortent sur leurs positions les dirigeants opposés au professionnalisme. Si la Fédération française ose franchir le bas, l'URBSFA y reste farouchement opposée.

### Première Coupe du monde
À la fin de cette saison se déroule la première Coupe du monde de football, en juillet 1930. La FIFA, par l'entremise des Français Jules Rimet pour la partie politique et Henri Delaunay pour la partie plus technique, fait aboutir son ambitieux projet qui traînait dans les cartons et les réunions depuis de longues années.
Mais si l'épreuve se déroule dès 1930, et ne reste pas un projet pour d'autres longues années, elle le doit en grande partie à la Fédération belge de football. Alors que toutes les fédérations européennes hésitent à envoyer une équipe de l'autre côté de l'Atlantique, l'URBSFA prend le risque et officialise sa participation. Cela incite trois autres nations à en faire de même : la France, la Roumanie et la Yougoslavie. Jusqu'à l'initiative belge, seules des fédérations américaines avaient répondu à l'appel de la FIFA.
Lors de ce premier tournoi mondial, les Diables Rouges subissent deux défaites. Mais l'essentiel n'était sans doute pas dans les résultats mais dans la participation.

### Bilan de la saison
| Championnat de Belgique de football 1929-1930 |                           |
| Champion                                      | R. CS Brugeois (3e titre) |
| Dauphin                                       | R. Antwerp FC             |
| Promotions et relégations                     |                           |
| Promus en Division d'Honneur                  | Racing FC Montegnée       |
| Promus en Division d'Honneur                  | Tubantia FAC              |
| Relégués en Division 1                        | R. Racing CB              |
| Relégués en Division 1                        | R. RC de Gand             |